# Nuenen en Gerwen
Nuenen en Gerwen est une ancienne commune néerlandaise de la province du Brabant-Septentrional.
La commune était composée des villages de Nuenen et de Gerwen. Le 1er janvier 1821, la commune voisine de Nederwetten en Eckart est scindée en deux ; Nederwetten fusionne avec Nuenen en Gerwen ; la nouvelle commune de Nuenen, Gerwen en Nederwetten est créée.